# Болярци (област Варна)
Вижте пояснителната страница за други значения на Болярци.
Болярци е село в Североизточна България. То се намира в община Аврен, област Варна и е на 2 км от село Китка. До 1934 година името на селото е Бейджи оглу.

## География
Болярци се намира на 7 км от главния път Варна-Бургас.

## История
При избухването на Балканската война в 1912 година четирима души от Бейджи оглу са доброволци в Македоно-одринското опълчение.

## Население

### Етнически състав

#### Преброяване на населението през 2011 г.
Численост и дял на етническите групи според преброяването на населението през 2011 г.:
|                     | Численост | Дял (в %) |
| Общо                | 157       | 100.00    |
| Българи             | 60        | 38.21     |
| Турци               | 63        | 40.12     |
| Цигани              | –         | –         |
| Други               | 4         | 2.54      |
| Не се самоопределят | 29        | 18.47     |
| Неотговорили        | 1         | 0.63      |

## Личности
- Станчо Димов (1875/1876 – ?), македоно-одрински опълченец, родом от Курудере, Лозенградско, жител на Бейджи оглу, Огнестрелен парк на МОО[5]
- Тодор Георгиев (1875 – ?), македоно-одрински опълченец, родом от Пирок, жител на Бейджи оглу, Продоволствен транспорт на МОО[6]
- Тодор Станев (1867 – ?), македоно-одрински опълченец, родом от Бунархисар, жител на Бейджи оглу, Продоволствен транспорт на МОО[7]
- Христо Ставрев (1876 – ?), македоно-одрински опълченец, родом от Бунархисар, жител на Бейджи оглу, Продоволствен транспорт на МОО[8]